# 阎相闯
阎相闯（1986年9月5日—），中国足球运动员，现效力于大连英博足球俱乐部，司职前卫。

## 职业生涯
1993年，阎相闯进入秦皇岛足校开始足球训练。
2000年，阎相闯进入八一青年队。
2003年，阎相闯进入八一队的一线队球员名单。八一队在当年甲A联赛降级后宣布解散。
2004年，阎相闯加盟北京国安。
2009年以主力身份随北京国安获得当年中超冠军。
2010年5月，阎相闯首次入选中国国家足球队並于同年6月中国4-0胜塔吉克斯坦的比赛中，打进其在国家队的首个进球。
2011年7月，球员二次转会期间闫相闯被北京国安租借到大连实德效力。
2012年，阎相闯完成正式转会与大连实德签约三年。
2013年，大连实德解散后闫相闯转会贵州人和。
2014年7月二次转会，之前错过注册的阎相闯正式加盟哈尔滨毅腾。
2015年1月，加盟中甲北京北控队。
2022年3月，阎相闯发文告别北体大。

2022年4月22日，阎相闯重返家乡球队，加盟大连人职业足球俱乐部。

## 国家队进球
- 仅列出国际A级比赛进球

| 时间          | 地点  | 对手 | 比分 | 赛事   | 进球(累计) |
| ------------- | ----- | ---- | ---- | ------ | ---------- |
| 2010年6月26日 | 昆 明 |      | 4-0  | 友谊赛 | 1( 1)      |